# Ravals de Reus
Els Ravals de Reus són un conjunt de carrers del municipi de Reus (Baix Camp) inclosos en l'Inventari del Patrimoni Arquitectònic de Catalunya. Els ravals es van formar seguint els fossars, per l'exterior les muralles de la vila, de manera que actualment marquen el perímetre de l'antiga vila medieval.

## Descripció
Els ravals formen una línia pentagonal que emmarca el centre històric de Reus. L'amplada és desigual en cadascun d'ells. Els edificis conserven el pla de les façanes, tenen l'alçada, la profunditat i l'amplada diferent, amb buits i plens desiguals. La tipologia urbanística és del segle xvi, però amb constants renovacions en els segles XVIII, XIX i XX. Els conjunts tenen gran complexitat decorativa amb superposicions de formes i estils, mostrant una profusió d'esgrafiats, revocats i encoixinats, frontons, balustres (de pedra o ferro forjat), pinacles i barbacanes, igual que rics timpans, mènsules, capitell i arcs variats al voltant de balcons, finestres i portes. Són molts els edificis a tenir en compte dins d'aquest recinte urbà. Segons l'historiador reusenc Andreu de Bofarull, era costum durant el segle xix, als vespres, sortir a passejar pels ravals, on grups de nois i noies començaven els primers festeigs. Les voreres dels Ravals es van començar a construir el 1833.

## Història
Els ravals són cèntrics i amples carrers (entre 8'5 i 12 metres) que donen el tomb al casc vell de la ciutat, seguint la línia de l'antic mur de defensa que la cenyí des del segle xii fins al començament del segle xvii, amb una llargada d'1 km i mig. En aquest moment queden molt poques restes de les antigues muralles. Les muralles de Reus estan descrites en un document de 1312, on diu que tenien dos portals, un al final del carrer de la Font, que encaminava al mar, i una altra al carrer de Monterols, que adreçava a la muntanya. Poc després es va obrir la del carrer de l'Hospital, de cara a la Selva del Camp. Segons l'arxiver reusenc Saldoni Vilà, el 1374 es van refer les muralles, que en aquell moment tenien tres portes i 28 torres als seus murs «que hoy [1787] son casas de particulares alrededor de los arravales». El 1437 es va obrir el portal de Santa Anna, al capdamunt d'aquest carrer, que donava al raval de Santa Anna. El 1453 es va obrir el portal dels Jueus, al raval de Sant Pere. L'any 1503 es va obrir el portal de Jesús, al final del carrer d'aquest nom, per facilitar l'accés al nou convent de Jesús o de Sant Francesc, i el 1615 es va obrir una nova porta al costat del Baluard, al raval de Robuster, per a donar millor accés al convent de Sant Francesc i als horts dels franciscans. En total, les muralles de Reus van arribar a tenir set portes. Hi arriben vint-i-tres carrers, dels que tres (el de Salvador Espriu, la Sala Reus i el portal del Carme), són d'obertura recent. 280 edificis tenen la façana als ravals, normalment de tres o quatre plantes, de formes molt diferents i on els comerços ocupen quasi totes les plantes baixes.

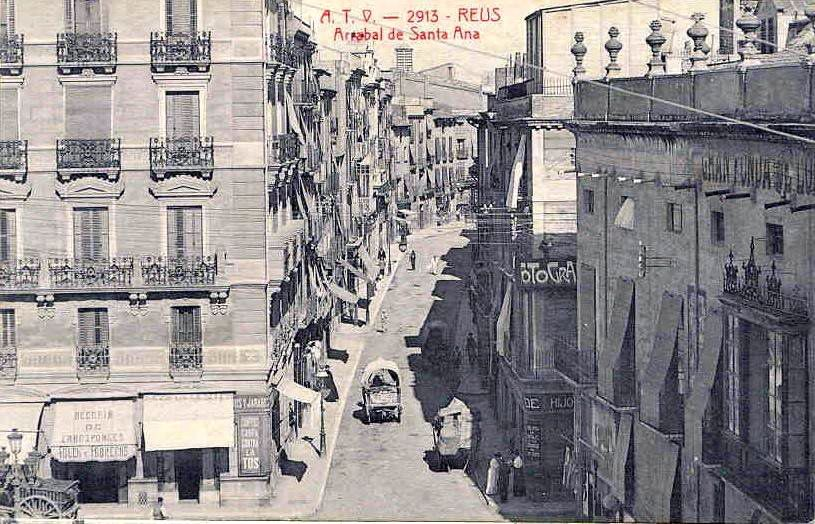
El raval de santa Anna el 1902

- El Raval de Santa Anna es va obrir a la meitat del segle xv,[1] i va portar el nom de Raval de Monterols en el tram que va des de l'antic portal de Monterols a la plaça de Prim, fins al portal de carrer de Santa Anna. El raval també va portar el nom de Raval de Francesc Macià en temps de la República i la guerra civil.[5] En el seu traçat hi trobem algunes cases modernistes que formen part de l'Inventari del Patrimoni Arquitectònic de Catalunya, com ara cal Serra, cal Fàbregas, l'edifici del Banc de Reus o cal Vilella, i altres d'arquitectura eclèctica, com cal Roca Oller, a la cantonada amb la plaça de Prim, o l'Hotel Europa, noucentista, com cal Marco, i l'edifici de l'antic Banc d'Espanya, ara Museu Arqueològic Salvador Vilaseca.[2]
- El Raval de Sant Pere va començar com a via pública el 1574, agafà el nom el 1600.[1] És la continuació del Raval de Robuster cap al nord-oest, que arriba fins a la plaça de la Sang. Va prendre aquest nom quan es va instal·lar una imatge de Sant Pere a l'antic portal dels Jueus. Durant la Segona República es va dir de Joaquim Maurín.[5] Hi podem trobar ca l'Homdedeu, els Magatzems del Llopis o ca l'Anguera, edificis modernistes.[2]
- El Raval de Jesús rep les primeres referències històriques de l'any 1676.[1] Va de la plaça de Prim al portal de Jesús, on comença el carrer de Jesús, i per l'altra banda el carrer del Vent. Inicialment anava de la plaça de Prim al camí de Misericòrdia, on hi havia el convent de Jesús, després de Sant Francesc, i llavors es subdividia en raval Alt de Jesús i raval Baix de Jesús, però l'any 1927 aquest últim bocí es va anomenar raval de Martí Folguera.[5] D'aquest tram del raval, són interessants arquitectònicament la Casa Buqueras, Cal Vilella, la casa Massó, Cal Sostres, cal Josep Bofarull, cal Tomàs Bergadà, cal Tarrats Homdedeu i ca l'Abelló, entre d'altres.[2] A la cantonada d'aquest raval amb el raval de Robuster hi havia el Baluard, que ara, al raval de Robuster, presenta una entrada a la plaça del Baluard.[6]

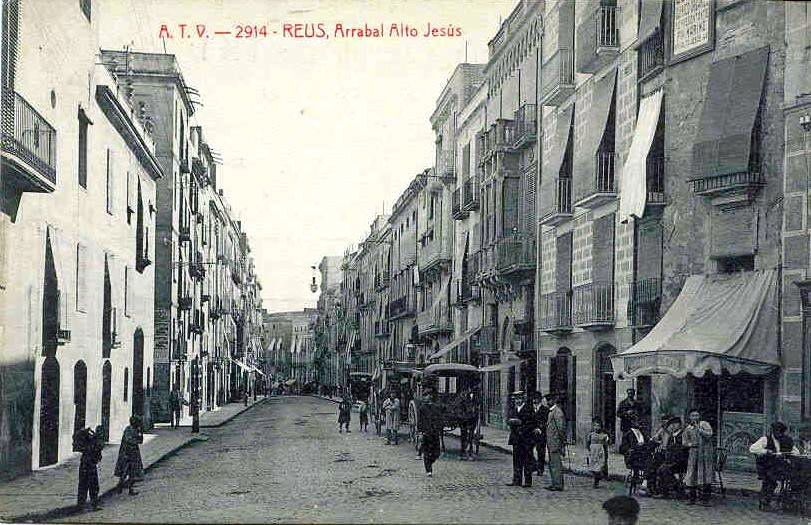
El raval de Jesús el 1902

- El Raval de Robuster rep el nom l'any 1510.[1] Segons Gras i Elies (Las calles de Reus, 1902 pàg. 10) estaria dedicat a Cristòfol Robuster (Reus 1525-Roma 1603), però Ramon Amigó no hi està d'acord, ja que la documentació demostra que ja es deia així abans que nasqués.[7] És la continuació del raval de Sant Pere cap a l'oest, a partir d'on hi fa cap el carrer de Sant Pere Apòstol, fins a trobar el camí de Misericòrdia. Enllaça amb el raval de Martí Folguera. El nom comprenia també, en els seus inicis, els primers trams urbanitzats del raval de Sant Pere. Una part del raval va portar el nom de raval de la Font, cap al 1724, per una font que hi havia, la Font Vella.[5] També se'n va dir raval de santa Llúcia, perquè hi havia (i hi ha) una imatge d'aquesta santa al casal de la Confraria de sant Isidre i santa Llúcia, o gremi de pagesos, situat a mig carrer. A més, quan es va inaugurar, el carrilet de Reus a Salou tenia l'estació de sortida en aquest raval, i la gent en deia el raval del Tramvia.[8] Al raval de Robuster hi trobem les Pescateries Velles, l'edifici de la Boella, casa natal de Marià Fortuny i la casa de l'advocat reusenc Antoni Pedrol Rius.[2]
- El Raval del Pallol, que té les seves primeres referències històriques a partir del primer quart del segle xix,[1] va prendre el nom del magatzem públic per guardar gra i palla que hi havia en aquest espai. Enllaça la plaça de la Sang amb la plaça de Catalunya. Des que es va formar ha portat els noms de raval de la Sang, per la proximitat amb l'església d'aquest nom, del Joc de Pilota, per ser un joc practicat en aquell espai, del Teatre, per tenir el Teatre de les Comèdies al seu inici, de Salmerón, en honor de Nicolás Salmerón, president de la Primera República i del general Mola, un dels militars iniciadors del cop d'estat contra la República, nom posat per la dictadura franquista.[5] Al raval del Pallol, on hi fa cap el carrer de l'Hospital, hi ha un parell d'edificis interessants catalogats a l'Inventari del Patrimoni Arquitectònic de Catalunya, al número 4 i al número 6-8. També trobem les restes de les muralles de la ciutat, excavades i protegides per uns vidres des de l'any 2007.[9]